# Giovanni Arce
Giovanni Francisco Arce Baglietto (Lima, 17 de julio de 1989) es un actor y presentador de televisión peruano. Dentro de sus roles, es más conocido por el papel estelar de Paco Robles en la serie de corte histórico El último bastión.

## Primeros años
Desde muy pequeño siempre sintió pasión por la actuación. Primero estudió la carrera de Ciencias de la Comunicación para luego llegar a trabajar en su juventud en el campo de la publicidad. Pero inmediatamente inició su formación actoral de la mano de Roberto Ángeles y Alberto Ísola. 
Desde 2008 ha intervenido en diversas series de televisión y numerosas obras de teatro. También ha ejercido como presentador de televisión, ha realizado series web y ha participado en algunas películas. Compagina todas estas actividades con la docencia teatral. Actualmente es profesor en la Escuela de Teatro de Lima y en la casa productora Butaca Films. 

## Trayectoria
En 2008 actuó en la telenovela Graffiti, que trataba temas que preocupaban a la juventud. En 2010 formó parte del elenco de Matadoras, una serie inspirada en algunas voleibolistas que ganaron la medalla de plata en los Juegos Olímpicos de Seúl 1988.
En 2011 participó en la creación de Sombras, la primera web serie de terror hecha en Perú. En ese mismo año grabó la telenovela  Yo no me llamo Natacha. 
En 2014 formó parte del reparto de la película de terror Secreto Matusita , también conocida con el título El secreto del mal. También en 2014 intervino en la miniserie Goleadores, basada en hechos reales que se remontaban a la participación de la selección peruana de fútbol en los Juegos Olímpicos de 1936.
En 2015 grabó la telenovela Nuestra historia,  en la que se relataba de forma realista la vida de varias familias peruanas en las décadas de los años 80 y 90. En 2017 participó en la serie Colorina como Alan Tramontana y en Solo una madre (2017-2018). En 2018 aborda dos nuevos trabajos: la miniserie Anomalías y la película Utopía, basada en el trágico incendio sucedido en una discoteca de Lima en 2002 en el que murieron 29 jóvenes.
Durante esos años también participó en numerosas obras de teatro, entre ellas Cyrano de Bergerac (2010-2011), La ronda (2014), Dubái (2014), ¿Quieres estar conmigo? (2015), Chicos católicos, apostólicos y romanos (2016), Vanya y Sonia y Masha y Spike (2016), Indiscreción omnisciente (2017), Silencio sísmico (2017), Ciudad cualquiera (2017), Corpus Christi (2018), donde se trató el tema del bullying y El hombre intempestivo (2019).
Dos nuevos destacados proyectos le permitieron continuar su trabajo como actor en televisión: El último bastión (2018) y Los otros libertadores (2021).  En la serie El último bastión (2018) interpretó a Paco Robles, uno de los personajes protagonistas, un abogado idealista y de carácter noble que luchó por la independencia del Perú a comienzos del siglo XIX. La serie reflejó los años previos y los años en los que se produjo la independencia de Perú desde el punto de vista de personajes anónimos, aunque también aparecieron algunos históricos como José de San Martín y Simón Bolívar. La producción se emitió en la televisora estatal TVPerú en 2018 y fue incorporada al catálogo de Netflix en 2021 donde fue dada a conocer a nivel internacional. Tres años después interpretó otro personaje histórico, el poeta y libertador Mariano Melgar, dentro de la miniserie Los otros libertadores.
En televisión también ha ejercido como presentador de varios programas como Haciendo Perú (2012) y Todas las cremas, un programa gastronómico de 2019.
En 2020 grabó la web serie de comedia titulada Solteros casados. Durante la pandemia que se inició en 2020 creó y protagonizó la primera web serie de fantasía medieval realizada con muñecos, Brigada de monstruos (2021), donde además de participar en el guion y la producción pone la voz al personaje protagonista.
Sus siguientes proyectos teatrales fueron Salto al vacío (2020), Ecuador (2021) y Emma millenial (2021) , una puesta en escena con una mirada actual de la historia clásica de Jane Austen.  Guayaquil, una historia de amor (2021-2022) es una obra donde se habla del encuentro que se produjo dos siglos atrás entre los libertadores José de San Martín y Simón Bolívar. 
Su proyecto teatral para finales de 2022 fue la obra Beso de alacranes, que trata sobre la dificultad del ser humano para ser feliz.

## Filmografía

### Televisión

#### Actor
- Luz de Luna (2023)
- Los otros libertadores (2021)
- El último bastión (2018)
- Anomalías (2018)
- Solo una madre (2017)
- Colorina (2018)
- Nuestra historia (2015)
- Goleadores (2014)
- Yo no me llamo Natacha (2011)
- Matadoras (2010)
- Graffiti (2008)

#### Presentador
- Todas las cremas (2019)
- Haciendo Perú (2012)

### Teatro (selección)
- Infusión (2023) [39]
- Barcelona (2023)
- Beso de alacranes (2022)
- Guayaquil, una historia de amor (2021-2022)
- Emma millenial (2021)
- Ecuador (2021)
- Salto al vacío (2020)
- El hombre intempestivo (2019)
- Aquello que no está (2019)
- Corpus Christi (2018)
- Indiscreción omnisciente (2017)
- Ciudad cualquiera (2017)
- Silencio sísmico (2017)
- Vanya y Sonia y Masha y Spike (2016)
- Chicos católicos, apostólicos y romanos (2016)
- ¿Quieres estar conmigo? (2015)
- Dubái (2014)
- La ronda (2014)
- Cyrano de Bergerac (2010-2011)

### Cine
- Minutos de vida (corto 2020)
- La última aventura de la hechicera Melusina y Alars su fiel aprendiz (corto 2020)
- Utopía (2018)
- Secreto Matusita (El secreto del mal) (2014)
- Ananimo (corto) (2012)
- Do-Min-Go (corto) (2009)

### Web series
- Brigada de monstruos (2020-2021) como creador, guionista y protagonista.
- Solteros causados (2020)
- Sombras (2011) como productor, guionista y actor.